# 喇特那巴咱爾
喇特那巴咱爾（1848年—1876年），清代蒙古旧土尔扈特贵族，第九任札萨克卓哩克图汗，策璘纳木札勒玄孙，那木濟勒多爾濟曾孙，瑪哈巴咱爾子。
咸丰二年（1852年）七月，父瑪哈巴咱爾去世，喇特那巴咱爾四岁袭封。咸丰七年（1857年）其祖母为他请寿，请咸丰帝赐名。咸丰帝为他赐名布雅库勒哲依图。同治四年（1865年）正式就任盟长。同治五年（1866年），依斯哈克投靠阿古柏进攻土尔扈特部，布雅库勒哲依图率众抵御。同治十一年（1872年），阿古柏占领尤勒都斯草原，土尔扈特部在喇嘛棍噶札拉參帶領下退至塔爾巴哈臺、阿爾泰。光绪二年（1876年）二月，布雅库勒哲依图在科布多去世。慈禧太后赏银五百两为他治丧，诏命其子布彥綽克圖袭封。
| 前任： 瑪哈巴咱爾 | 札萨克卓哩克图汗 旧土尔扈特部乌讷恩素珠克图盟盟长 1852年－1876年 | 繼任： 布彥綽克圖 |